# آب مجازی
آب پنهان یا آب مجازی یا آب نهفته مفهومی است که توسط پرفسور تونی آلن در سال ۱۹۹۳ معرفی شد، آب پنهان به مجموع حجم آبی که در مراحل مختلف تهیه، تولید و ارائه یک محصول (غذا، کالا، انرژی یا خدمات) به صورت مستقیم یا غیرمستقیم استفاده می‌شود، برابر با آب پنهان (نهفته) یا آب مجازی آن محصول است.  مثلا برای تولید یک کیلو مرغ اب برای خوراک مرغ، برای رشد دانه ای ک مرغ انرا میخورد، برای ابزار الات ذبح مرغ، شست و

## آب مجازی برای تولید مقدار مشخصی از محصولات
| کالا                          | لیتر  |
| ----------------------------- | ----- |
| گوشت گاو (١٠٠٠ گرمی)          | ١۵٠٠٠ |
| یک لیوان شیر (۲۰۰ میلی‌لیتر)   | ۲۰۰   |
| یک فنجان قهوه (۱۲۵ میلی‌لیتر)  | ۱۴۰   |
| یک عدد سیب (۱۰۰ گرمی)         | ۷۰    |
| یک عدد سیب‌زمینی (۱۰۰ گرمی)    | ۲۵    |
| یک پیراهن نخی در اندازه متوسط | ۴۱۰۰  |
| یک کاغذ A۴                    | ۱۰    |
| یک کیلوگرم سویا               | ١۹۰۰  |
| ساندویچ همبرگر (۲۵۰ گرمی)     | ۲۴۰۰  |
| یک قالب پنیر (۵۰۰ گرمی)       | ۲۵۰۰  |

به عبارت دیگر آب مجازی مقدار آبی است که یک کالا یا یک فراورده کشاورزی طی فرایند تولید مصرف می‌کند تا به مرحله تکامل برسد و مقدار آن معادل جمع کل آب مصرفی در مراحل مختلف زنجیره تولید از لحظه شروع تا پایان می‌باشد. مثلاً برای تولید یک کیلوگرم گندم ۱۳۰۰ لیتر آب مصرف شده‌است. صفت مجازی در این تعریف بدان معناست که بخش عمده آب مصرف شده طی فرایند تولید، در محصول نهایی وجود فیزیکی ندارد، و در حقیقت بخش بسیار ناچیزی از آب مصرفی در پایان به عنوان آب واقعی در بافت محصول باقی خواهد ماند. نکته مهم اینکه، صفت مجازی به معنای غیر واقعی نیست، بلکه آب واقعی، حجم راستین آبی است که پیشتر مصرف شده‌است.
شرایط اقلیمی و فرهنگی، مکان تولید، مدیریت و برنامه‌ریزی در میزان و حجم آب واقعی کالا مؤثر است و مقدار آن در مورد یک کالا در مناطق مختلف جهان متفاوت می‌باشد.